# Sénat du royaume d'Italie

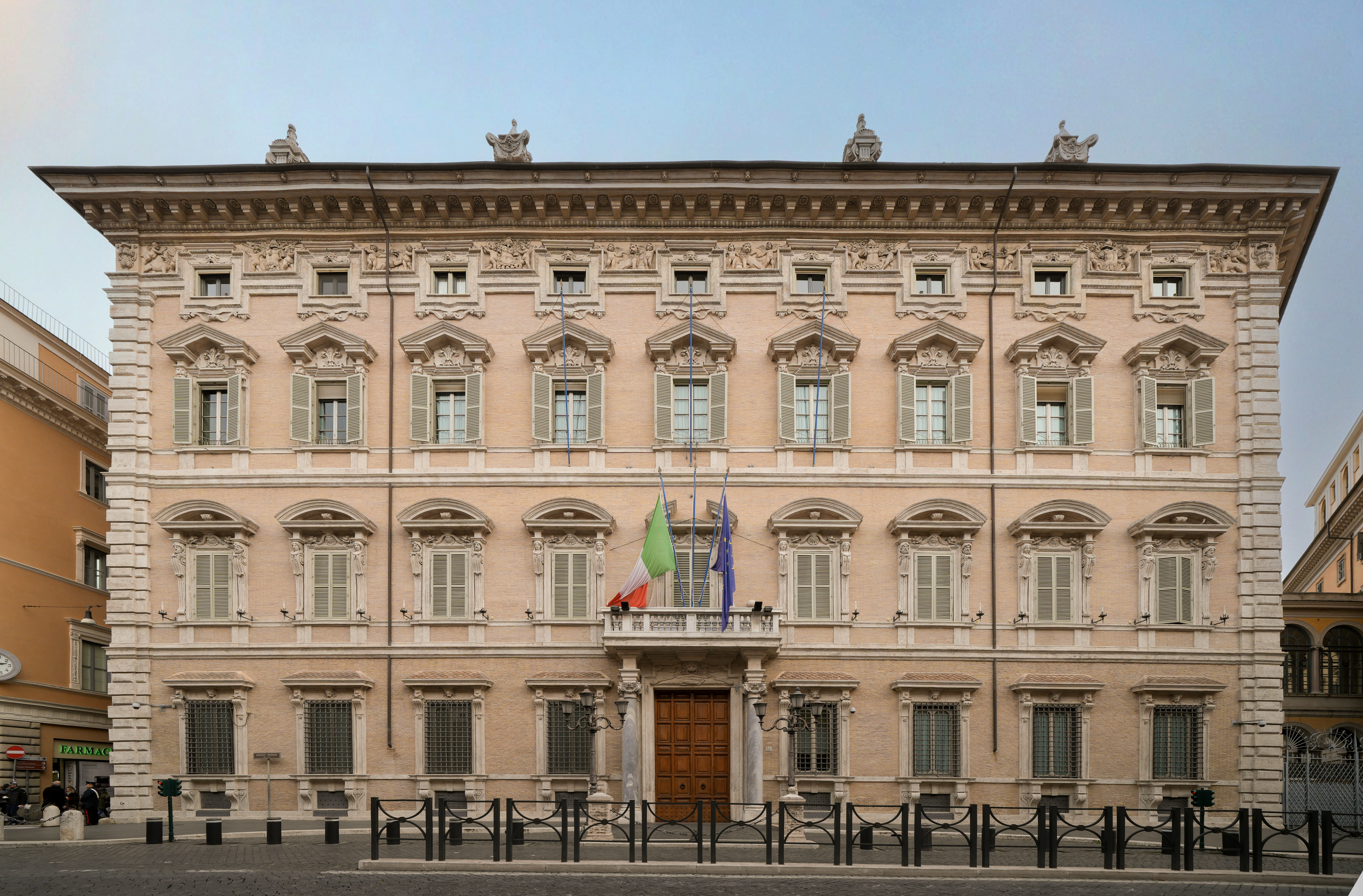
Le palais Madame, siège du Sénat du royaume d'Italie, de 1871 à 1946.

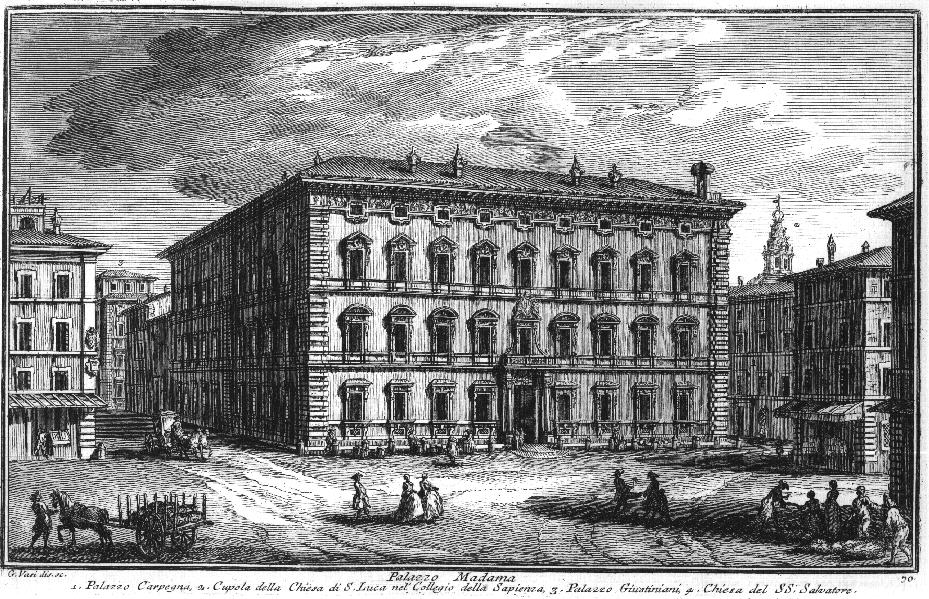
Le palais Madame au XVIII.

Le Sénat du royaume d'Italie était l'une des deux Chambres du parlement du royaume d'Italie, nommée entièrement par le roi (exclusivité royale).

## Histoire
Le Sénat du royaume naît en 1861, à la suite de l'unification de l'Italie, comme une évolution directe de la Chambre haute du royaume de Sardaigne, par l'introduction d'éléments issus des territoires conquis lors de la deuxième guerre d'indépendance et après l'expédition des Mille.

## Nomination et fonctions de sénateur du royaume d'Italie
La nomination comme sénateur du Royaume est à vie et garantit des privilèges légèrement supérieurs à l'élection à la députation. Cependant, en peu de temps, tout en restant formellement royale, la nomination est souvent proposée par les présidents du Conseil, qui ont toujours la grande possibilité d'influencer fortement les choix du roi et, par des fournées de nouveaux sénateurs, de rendre plus stable le consensus.
En principe, la création de cette institution répond à l'intention de donner naissance à un bicamérisme paritaire (en référence à l'importance des deux chambres) et différencié (les deux chambres devaient avoir plusieurs fonctions en se partageant le pouvoir législatif), inspiré par la loi française de 1830.
En pratique, le fait que la Chambre des députés est élue par un nombre croissant de personnes, conduit les gouvernements à préférer aller devant la Chambre plutôt qu'au Sénat lorsqu'ils doivent recevoir un soutien politique.

## Passage au Sénat de la République
Après le référendum institutionnel du 2 juin 1946, les fonctions du Sénat du Royaume - qui n'était plus convoqué depuis le 17 mai 1940 - cessent par effet du décret du 24 juin 1946 n. 24. Il est dissous  par la loi constitutionnelle du 14 novembre 1947 n° 3, disparaissant donc définitivement, bien que déjà pendant les dernières années du régime fasciste il avait perdu presque tous ses pouvoirs. Il est finalement remplacé par le Sénat de la République, dont les premières élections se tiennent le 18 avril 1948. Cependant, les anciens sénateurs du Royaume garderont à vie le titre de sénateur.
Au cours de la période fasciste, bien que les fournées de membres fascistes ne manquent pas, à cause du caractère viager de la charge, il reste un corps non entièrement intégré dans le système mis en place par Mussolini qui, au fil du temps, est de plus en plus mis en marge de la vie politique.
L'existence d'une catégorie de sénateurs à vie dans le Sénat de la République actuel, symbolise un autre lien avec l'identité viagère passée du Sénat du Royaume.

## Source
- (it) Cet article est partiellement ou en totalité issu de l’article de Wikipédia en italien intitulé « Senato del Regno d'Italia » (voir la liste des auteurs).